# Дерри (река)
Дерри (ирл. An Dioríoch) — река на юго-востоке Ирландии в графствах Карлоу, Уиклоу и Уэксфорд.
Река берёт начало к югу от небольшой деревни Хакетстаун (Карлоу) и течёт в юго-восточном направлении до поселения Тинахели (Уиклоу) вдоль шоссе R747. Далее русло Дерри резко поворачивает на юго-запад, проходит деревню Шиллейла, после чего протекает по границе между графствами Уиклоу и Уэксфорд. Чуть ниже по течению от деревни Клонгал, она впадает в реку Слэни.